# 佐敷按司加那志
佐敷按司加那志（さしきあじがなし）は、琉球王国の王妃の称号。
琉球王妃は佐敷間切を領したのでこの名称で呼ばれた。按司とは、王族の位階および称号の一つで、第二尚氏王統では王子に次ぐ称号であるが、王妃や王女なども按司と呼ばれた。女性を呼ぶ場合は、加那志という敬称を付けて、某按司加那志と呼ぶのが通例であった。それゆえ、王妃は佐敷按司加那志と呼ばれたのである。
国王が薨去すると、王妃は最高神女である聞得大君に選ばれることが多く、その場合は敬称を付けて聞得大君加那志と呼ばれた。